# Qatar ExxonMobil Open 2017
Відкритий чемпіонат Катару 2017 (також відомий як Qatar ExxonMobil Open 2017 за назвою спонсора) — 25-й чоловічий тенісний турнір, який відбувся з 2 по 7 січня в місті Доха (Катар) на відкритих твердих кортах у Міжнародному центрі тенісу і сквошу Халіфа. Був одним зі змагань ATP 250 як частини Світового туру ATP 2017.

## Розподіл очок
| Дисципліна       | П   | Ф   | ПФ | ЧФ | 1/8 | 1/16 | Q   | Q2  |
| Одиночний розряд | 250 | 150 | 90 | 45 | 20  | 0    | 12  | 6   |
| Парний розряд    | 250 | 150 | 90 | 45 | 0   | Н/Д  | Н/Д | Н/Д |

## Учасники основної сітки в одиночному розряді

### Сіяні гравці
| Країна          | Гравець            | Рейтинг1 | Посів |
| --------------- | ------------------ | -------- | ----- |
| Велика Британія | Енді Маррей        | 1        | 1     |
| Сербія          | Новак Джокович     | 2        | 2     |
| Чехія           | Томаш Бердих       | 10       | 3     |
| Бельгія         | Давід Ґоффен       | 11       | 4     |
| Франція         | Жо-Вілфрід Тсонга  | 12       | 5     |
| Хорватія        | Іво Карлович       | 20       | 6     |
| Німеччина       | Філіпп Кольшрайбер | 32       | 7     |
| Кіпр            | Маркос Багдатіс    | 36       | 8     |

- 1 Рейтинг станом на 26 грудня 2016

### Інші учасники
Нижче наведено учасників, які отримали вайлдкард на участь в основній сітці:
- Артур де Греф
- Анил Юксел
- Мубарак Шаннан Заїд

Нижче наведено гравців, які пробились в основну сітку через стадію кваліфікації:
- Алессандро Джаннессі
- Вашек Поспішил
- Мохамед Сафват
- Радек Штепанек

## Учасники основної сітки в парному розряді

### Сіяні гравці
| Країна          | Гравець        | Країна   | Гравець        | Рейтинг1 | Посів |
| --------------- | -------------- | -------- | -------------- | -------- | ----- |
| Велика Британія | Джеймі Маррей  | Бразилія | Бруно Соарес   | 7        | 1     |
| Хорватія        | Мате Павич     | Австрія  | Александер Пея | 52       | 2     |
| Канада          | Вашек Поспішил | Чехія    | Радек Штепанек | 58       | 3     |
| Велика Британія | Домінік Інглот | Румунія  | Флорін Мерджа  | 69       | 4     |

- 1 Рейтинг станом на 26 грудня 2016

### Інші учасники
Нижче наведено учасників, які отримали вайлдкард на участь в основній сітці:
- Малік Джазірі /  Мубарак Шаннан Заїд
- Джабор Аль-Мутава /  Муса Шанан заїд

## Переможці

### Одиночний розряд
- Новак Джокович пер.  Енді Маррей, 6–3, 5–7, 6–4

### Парний розряд
- Жеремі Шарді /  Фабріс Мартен пер.  Вашек Поспішил /  Радек Штепанек, 6–4, 7–6(7–3)